# 多治見麻子
多治見 麻子（たじみ あさこ、1972年6月26日 - ）は、日本の元女子バレーボール選手。

## 来歴
小学校6年生からバレーを始め、八王子実践高校時代は春高バレー優勝等を経験した。1991年日立に入社。
1990年全日本代表初選出。1992年バルセロナオリンピック、1996年アトランタオリンピックと五輪に2度出場。1997年より葛和伸元率いる全日本のキャプテンに抜擢され、1998年世界選手権で主将を務めた。1999年1月に左膝の手術を受けた影響で同年のワールドカップには出場したが満足なプレーが出来なかった。2000年シドニー五輪予選に間に合わず、Vリーグでも99、00年シーズンと本来の活躍ができなかった。
2001年、日立ベルフィーユ廃部に伴い、パイオニアへ移籍。2003-04年第10回Vリーグで吉原知子、佐々木みき、斎藤真由美、内田役子らとチーム創部25年目、Vリーグ昇格4年目にしてリーグ初優勝に導く。2005-06年に、二度目のVリーグ制覇。
2007年4月、Vリーグ出場試合が佐々木、内田と共に女子選手歴代4位の232試合（当時）となり、リーグ40回大会を記念し創設された『Vリーグ特別表彰制度』で長期活躍選手として特別表彰された。
2007年4月、8年ぶりに全日本代表復帰。アジア選手権では24年ぶりの優勝を果たす。同年開催のワールドカップ韓国戦に途中出場し、ブラジル戦ではスタメン出場した。
2008年8月、アトランタオリンピック以来、12年ぶり三度目のオリンピック、北京オリンピック出場を果たした。
2009年7月より、パイオニアのコーチを兼任。2010/11シーズンは、チーム事情により監督として登録された。
2011年6月6日、パイオニアからの退団が発表され、同年10月に日立リヴァーレ（現・日立Astemoリヴァーレ）に移籍。2011/12Vチャレンジリーグのチーム優勝に貢献し、2012年5月に退社と同時に21年間続けてきた現役を引退した。
2013年5月1日より、出身地である三鷹市の市政嘱託員。
2014年、市職員を退職し、早稲田大学大学院スポーツ科学研究科に入学。高卒ながらバレーボールの実績などにより入学が認められた。
2014年4月25日、VチャレンジリーグのGSSサンビームズは多治見をコーチとして招聘すると発表した。
2015年、早稲田大学大学院スポーツ科学研究科修了。
2016年6月、Vプレミアリーグのトヨタ車体クインシーズ監督に就任。2019年に退任。
2019年7月、Vプレミアリーグの日立リヴァーレ（現・日立Astemoリヴァーレ）の監督に就任した。
2023年4月27日、2022-23シーズン終了をもって、4シーズン務めた日立Astemoリヴァーレの監督を退任した。
2024年現在は中華人民共和国・遼寧省女子バレーボールユースチーム監督を務めている。

## 人物・エピソード
- ワールドカップ期間中の1995年11月13日に実母が急逝し、11月15日のアメリカ戦では選手全員が左腕に喪章をつけて試合に臨んだ。

## 所属チーム

### 選手
- 三鷹七小（大沢スポーツクラブ）
- 三鷹二中
- 八王子実践高等学校
- 日立ベルフィーユ（1991-2001年）
- パイオニアレッドウィングス（2001-2011年）
- 日立リヴァーレ（2011-2012年）

### 指導者
- パイオニアレッドウィングス（2009-2011年）
- GSSサンビームズ（2014-2015年）
- トヨタ車体クインシーズ（2016-2019年）
- 日立Astemoリヴァーレ（2019-2023年）
- 遼寧女排（2023年-）

## 球歴
- 全日本代表 - 1990-1999年、2007-2008年
- 全日本代表としての主な国際大会出場歴
  - オリンピック - 1992年、1996年、2008年
  - 世界選手権 - 1994年、1998年
  - ワールドカップ - 1991年、1995年、1999年、2007年

## 受賞歴
- 1991年 - 第25回日本リーグ 新人賞
- 1992年 - 第26回日本リーグ ブロック賞、ベスト6
- 1993年 - 第27回日本リーグ ブロック賞、ベスト6
- 1993年 - 第42回黒鷲旗全日本バレーボール選手権大会 ベスト6
- 1993年 - ワールドグランドチャンピオンズカップ ブロック賞
- 1994年 - 第43回黒鷲旗全日本バレーボール選手権大会 ベスト6賞
- 2007年 - プレミアリーグ Vリーグ栄誉賞